# Riencourtia pedunculosa
Riencourtia pedunculosa là một loài thực vật có hoa trong họ Cúc. Loài này được (Rich.) Pruski miêu tả khoa học đầu tiên năm 1998.